# Joan Carles Gallego i Herrera
Joan Carles Gallego i Herrera (Barcelona, 20 d'abril de 1954) és un sindicalista i economista català. Ha estat professor de secundària i de FP i, des del desembre del 2008 fins a l'abril del 2017, ha estat secretari general de les Comissions Obreres de Catalunya. El novembre de 2020 es va anunciar la seva participació en les eleccions autonòmiques de Catalunya com a número 2 a la llista de Catalunya en Comú.

## Biografia
Ha viscut, a més de Barcelona, a Martorell (de petit, fins als 6 anys) i a Còrdova (1980/81). El 1970 va començar a implicar-se políticament i social en els comitès de grup i com a delegat de curs a la universitat i va entrar en la militància política a Bandera Roja i el PSUC. Es va llicenciar en Ciències Econòmiques i Empresarials per la Universitat de Barcelona (1976), mentre compatia treball i estudi.
És professor d'ensenyament secundari, amb la condició de catedràtic de Tecnologia Administrativa, amb plaça de l'especialitat d'Economia. Des del setembre de 1977 ha estat professor, tutor, cap de departament, secretari i director a l'IFP La Pineda, de Badalona, professor a l'Institut de FP de Montoro (Còrdova), i a l'IES Badalona 7. Ha treballat com a responsable de formació del professorat de FP a l'ICE de la Universitat Politècnica de Catalunya el cursos 82/83, 83/84 i 84/85 i ha estat organitzador de les escoles d'estiu de FP de l'any 1982 al 1985. Ha impartit cursos de formació de professorat de Sociologia de l'educació, gestió democràtica de centres, introducció de l'economia a la FP, tutoria i orientació professional, reforma educativa, la nova FP, etc. Ha estat membre de grups de treball i seminaris a l'ICE-UPC i a l'ICE-UAB en relació amb la FP, la transició al treball, la gestió i l'organització de centres, etc. Ha realitzat el postgrau de Gestió i administració educativa a l'ICE-UAB.
Ha publicat articles en diverses revistes (Guix, Aula, Cuadernos de Pedagogía, TE, Perspectiva Escolar…), diaris (El País, El Periódico, Diari de Barcelona, Avui…) i llibres (de text: Història del Batxillerat, de Mc GrawHill, Introducció a l'Economia per a FP1 de l'ICE-UPC…).
Afiliat a Comissions Obreres des de l'any 1976. Va col·laborar amb el Gabinet Tècnic com a economista, fins a l'any 1981, en què ho va compatibilitzar amb la docència a l'institut. Va assessorar comitès d'empresa en la negociació de convenis i expedients de regulació en uns anys especialment durs. Com afiliat a la Federació d'Ensenyament de CCOO va ser membre de la Comissió Executiva des de l'any 1981 fins al juny de 2001.
Va ser responsable de Política educativa de la CONC del setembre de 1990 al juny de 1992, secretari general de la Federació d'Ensenyament de Catalunya de CCOO de juny de 1992 a juny de 2000, i coordinador de l'Àrea Pública de CCOO des del juliol de 2000 fins al 2008. Va ser secretari d'economia i formació per a l'ocupació fins a l'any 2004 i Secretari de Recursos i Serveis des de l'any 2004 fins a ser escollit secretari general del sindicat.
Ha estat membre, en representació de Comissions Obreres, en el Consell Escolar de Catalunya (1991 a 2002), en el Consell Català de Formació Professional (2000- 2004), del Consell de Treball, Econòmic i Social de Catalunya, del Consell Català de la Funció Pública i del Consell rector de l'Escola d'Administració Pública de la Generalitat. Ha estat membre, en representació de Comissions Obreres, en el Consell Escolar de Catalunya (1991 a 2002), en el Consell Català de Formació Professional (2000- 2004), del Consell de Treball, Econòmic i Social de Catalunya, del Consell Català de la Funció Pública i del Consell rector de l'Escola d'Administració Pública de la Generalitat.
El desembre de 2008, en el 9è Congrés de la CONC, va ser escollit secretari general de la Comissió Obrera Nacional de Catalunya (CONC) i ha ocupat aquest càrrec fins a l'11è Congrés del sindicat, celebrat a l'abril del 2017. Va ser membre del Consell Assessor d'Endesa fins al 2017, com a secretari general de CCOO i representant dels treballadors.